# Maple Falls
Maple Falls je obec v okrese Whatcom v americkém státě Washington, ve které roku 2010 žilo 324 obyvatel.
Obec se nachází na silnici Mount Baker Highway východně od města Bellingham a pět kilometrů na východ od Kendallu, kde se nachází křižovatka se silnicí Washington State Route 547, která vede na sever přes horu Sumas Mountain do městečka Sumas a do kanadského Abbotsfordu.
Jedním z prvních osadníků na území dnešní obce byl Herbert Everant Leavitt z Melbourne v kanadské provincii Québec. Po odchodu z Kanady Leavitt nejprve pracoval jako truhlář v kalifornském Truckee, odkud ale krátce poté odcestoval na sever do státu Washington. V roce 1888 Leavitt zakoupil hospodářství na území dnešní obce, kam převezl všechny své zásoby po 50 kilometrů dlouhé cestě z Bellinghamu. Poté se věnoval svému hospodářství, ale také provozoval kovářskou dílnu v obci, byl vlastníkem jedné bellinghamské restaurace a dvou bellinghamských hotelů a po dobu 24 let sloužil jako okresní strážce zákona.
Obec má rozlohu 7,8 km², z čehož vše je souš. Ze 324 obyvatel, kteří zde žili roku 2010, tvořili 94 % běloši, 4 % obyvatelstva byla hispánského původu.